# NGC 6034
NGC 6034 is een elliptisch sterrenstelsel in het sterrenbeeld Hercules. Het hemelobject werd op 19 juni 1886 ontdekt door de Amerikaanse astronoom Lewis A. Swift.

## Synoniemen
- MCG 3-41-62
- ZWG 108.84
- DRCG 34-7
- PGC 56877